# Liste von religiösen Gemeindezentren
Ein Gemeindezentrum ist in verschiedenen Religionen ein Gebäudekomplex (Gemeindehaus) mit unterschiedlichen Funktionen für die örtliche Gemeinde. Es enthält Versammlungsräume und vielfach auch einen Gottesdienstraum.

## Christliche Gemeindezentren

### Deutschland

#### Baden-Württemberg
- Gemeindezentrum Neuhermsheim, Mannheim (evangelisch)
- Dietrich-Bonhoeffer-Gemeindezentrum (Sontheim) (evangelisch)

#### Bayern
- Martinskirche, Herzogsägmühle (evangelisch)
- Christuskirche, Viechtach (evangelisch)
- St. Michael mit dem „Zentrum St. Michael“ (Meditationskirche), München-Altstadt (katholisch)
- Nazarethkirche (München) (evangelisch)
- Friedenskirche, Neufahrn in Niederbayern (evangelisch)
- St. Klara mit der „Offenen Kirche St. Klara“ (Meditationskirche), Nürnberg (katholisch)
- Gnadenkirche Schafhof, Nürnberg (evangelisch)
- Stadtkirche St. Marien, Hof (Saale) (katholisch)

#### Berlin
- Versöhnungskirche (Berlin-Biesdorf) (evangelisch)
- Gemeindezentrum Neu-Buckow
- Paul-Gerhardt-Gemeindeheim Bohnsdorf (evangelisch)
- Gemeindezentrum Am Fennpfuhl (evangelisch)
- Gemeindehaus Klosterfelde (Falkenhagener Feld) (evangelisch)
- Gemeindezentrum St. Lambertus (Hakenfelde) (römisch-katholisch)
- Gemeindezentrum Plötzensee (evangelisch)
- Paul-Gerhardt-Gemeindezentrum (Berlin-Falkenhagener Feld) (evangelisch)
- Gemeindezentrum Radeland (Berlin-Hakenfelde) (evangelisch)
- Kirche im Gemeinwesenzentrum Heerstraße Nord (Berlin-Staaken) (evangelisch)

#### Brandenburg
- Eisenhüttenstadt-Neustadt (evangelisch)

#### Hamburg
- Christophoruskirche mit der „Kirche der Stille“ (Meditationskirche), Hamburg-Altona-Nord (evangelisch)

#### Hessen
- Pfarrzentrum Sankt Hildegard in Limburg an der Lahn mit der Jugendkirche Crossover (katholisch)
- Maria-Hilf-Kirche in Wiesbaden mit der Jugendkirche Kana (katholisch)
- St. Bonifatius in Frankfurt-Sachsenhausen mit der Jugendkirche Jona (katholisch)
- Heilig-Kreuz-Kirche in Frankfurt-Bornheim mit dem Heilig-Kreuz – Zentrum für christliche Meditation und Spiritualität des Bistums Limburg (Meditationskirche) (katholisch)
- St. Michael in Frankfurt-Nordend mit dem Fachzentrum Trauerseelsorge des Bistums Limburgs (katholisch)

#### Nordrhein-Westfalen
- Die Arche (Bergheim) (evangelisch)
- Gemeindezentrum Deilinghofen (katholisch)
- Gemeindehaus der Kreuzkirche (Düsseldorf) (evangelisch)
- Gemeindezentrum der Evangelisch-Freikirchlichen Gemeinde (Baptisten) in Gummersbach
- Gemeindezentrum Alkenrath, Leverkusen (evangelisch)
- Gemeindezentrum der Evangelischen Kirchengemeinde Königswinter, am Kantering in Ittenbach (evangelisch)
- Gemeindezentrum Lehner Mühle, Leverkusen (evangelisch)
- Gemeindezentrum Humboldtstraße, Opladen (evangelisch-freikirchlich)
- Gemeindezentrum der Christlichen Gemeinde Ostbevern
- Friedenskirche, Wettringen (evangelisch)
- Gemeindehaus Gräfrather Straße, Wuppertal (evangelisch)

#### Mecklenburg-Vorpommern
- Gemeindezentrum Brücke, Rostock (evangelisch)

#### Niedersachsen
- St. Petri zu den Fischteichen, Ahlhorn (evangelisch)
- Petruskirche, Bawinkel (evangelisch)
- Pauluskirche, Dalum (evangelisch)
- Friedenskirche, Garrel (evangelisch)
- St. Johannes-Kirche, Neuenhaus (Dinkel) (evangelisch)

#### Rheinland-Pfalz
- Gemeindezentrum Heilig Geist (Mainz) (katholisch)

#### Sachsen
- Gemeindehaus der Christuskirche (Dresden-Strehlen) (evangelisch)
- Neues Gemeindehaus der Lutherkirche, Radebeul (evangelisch)

#### Sachsen-Anhalt
- Ehemalige Kirche St. Katharina in Wolmirstedt (evangelisch)

#### Schleswig-Holstein
- Lutherkirche (Kiel) (evangelisch)

### Dänemark
- Gemeindezentrum der Abildgård Kirke, Frederikshavn

## Jüdische Gemeindezentren

### Deutschland
- Neue Synagoge (Dresden)
- Synagoge Duisburg mit Gemeindezentrum
- Frankfurt am Main (seit 1986)
- Hamburg (seit 2007)
- Jüdisches Zentrum Heilbronn (seit 2005)
- Synagoge Höringhausen (1854–1937)
- Köln-Chorweiler (seit 2009)
- Köln
- Lohmühle[1]
- Mainz (seit 2010)
- Mannheim (1987 eingeweiht)
- Beth Shalom (München)
- Jüdisches Zentrum München
- Norden (Gemeindezentrum von 1903 bis 1938)
- Rendsburg (heute Jüdisches Museum)
- Synagoge und Gemeindezentrum Hospitalstraße, Stuttgart
- IRGW-Gemeindezentrum Ulm

### Estland
- Tallinn (seit 2007)

### Polen
- Jüdisches Gemeindezentrum in Krakau

## Islamische Gemeindezentren
- AAKM-Cemevi, alevitisches Gemeindezentrum in Berlin
- Islamisches Gemeindezentrum Brühl e.V.[2]
- Islamisches Gemeindezentrum Siegen e.V.[3]
- DITIB-Zentralmoschee Köln-Chorweiler

## Hinduistische Gemeindezentren
- Hinduistisches Gemeindezentrum Hamm[4]